# John Wells (canottiere)
John Wells (Mississippi, 1859 – New Orleans, 18 aprile 1929) è stato un canottiere statunitense.
Wells partecipò ai Giochi olimpici di Saint Louis 1904 con la squadra Independent Rowing Club nella gara di due di coppia, in cui conquistò la medaglia di bronzo. Il suo compagno di coppia fu Joseph Ravannack.

## Palmarès
In carriera ha conseguito i seguenti risultati:
- Giochi olimpici

St. Louis 1904: bronzo nel due di coppia.